# Padrão do Senhor Roubado

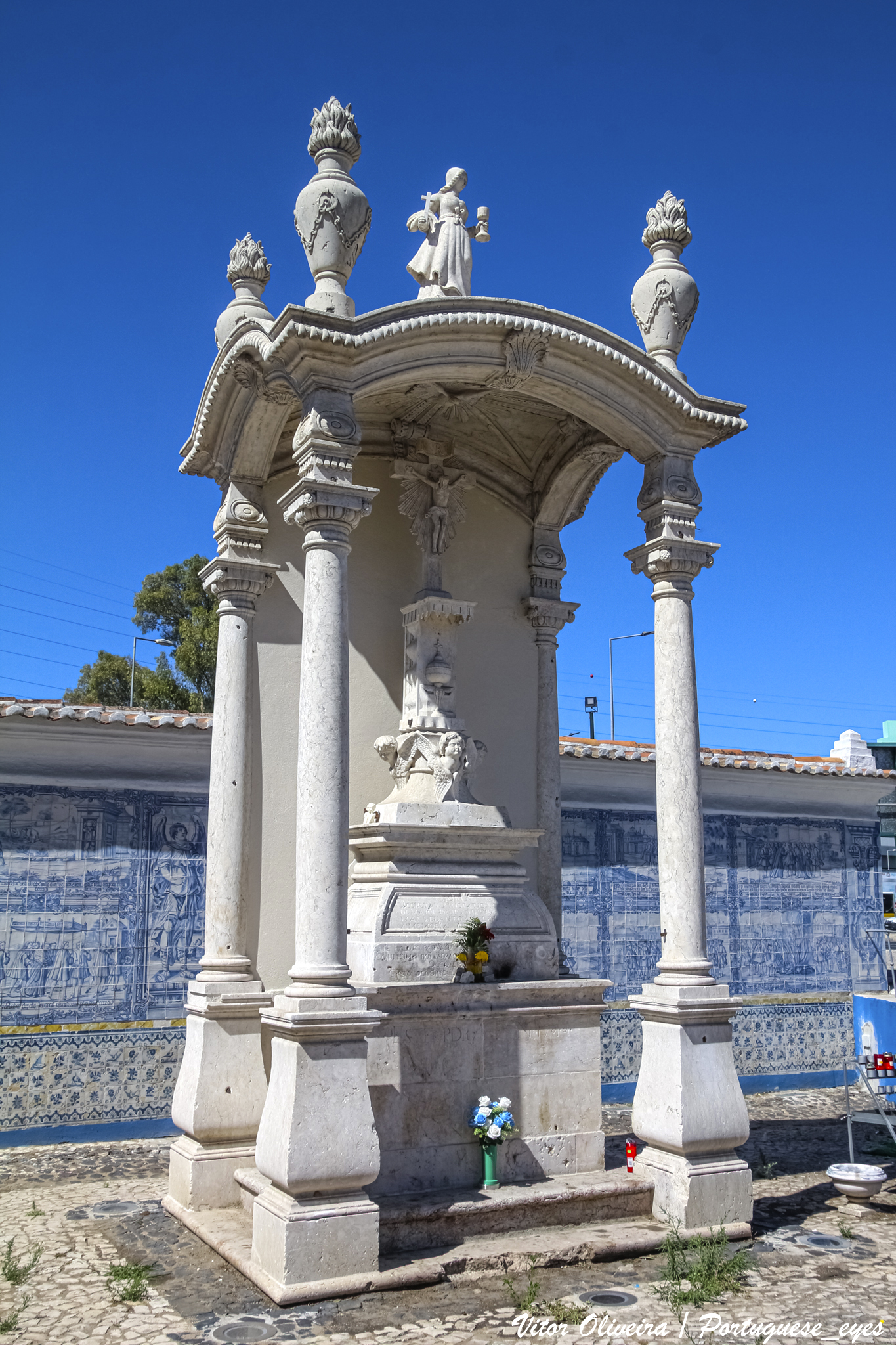
Padrão do Senhor Roubado

O Padrão do Senhor Roubado é um monumento situado em Odivelas, Portugal, localizado perto do início norte da Calçada de Carriche, num pequeno largo junto à estrada que conduz ao centro da cidade de Odivelas, construído em 1744, após uma trágica história referente aos tempos da Inquisição.
O Padrão do Senhor Roubado está classificado como Imóvel de Interesse Público desde 1948.

## História
Na manhã de 11 de Maio de 1671, a Igreja Matriz de Odivelas apresentava evidentes sinais de roubo, ocorrido durante a noite anterior. Os artigos roubados foram dois vasos sagrados, onde estavam guardadas as hóstias, imagens do Menino Jesus, de Nossa Senhora do Rosário, de Nossa Senhora do Egito e vestuário de outros santos. Logo após o alerta, nesse mesmo dia, foram revistadas todas as casas de Odivelas. Nos dias seguintes estendeu-se a revista à cidade de Lisboa e tendo a mesma chegado a quase todo o país: era a época da Inquisição, e a investigação ao roubo tomou proporções tais que o próprio Papa, Inocêncio XI, teve de intervir para impedir a violência sobre os cristãos-novos, através da suspensão do funcionamento dos tribunais religiosos durante 3 anos (1678-1681). Após um mês de intensas buscas e múltiplas inquirições, em 16 de Junho de 1671 foi encontrado parte do roubo escondido num silvado, no local onde mais tarde foi construído o Padrão do Senhor Roubado.
Os suspeitos do roubo foram muitos mas o verdadeiro autor do roubo foi apanhado por acaso, no dia 16 de Outubro, quando tentava roubar galinhas no Mosteiro de S. Dinis. Como trazia com ele alguns objetos do roubo da Igreja de Odivelas, logo se percebeu que era este o ladrão da Igreja. O roubo foi efectuado por António Ferreira, um pobre diabo que vivia sozinho em estado de miséria. António Ferreira confessou o crime um dia depois da sua prisão. Desde o dia da prisão de António Ferreira até à sua sentença, durante o processo inquisitorial, foi objecto de tortura, mesmo após já haver confessado.
A sentença inquisitorial do réu confesso foi executada no dia 23 de Novembro de 1671, constou em garroteá-lo e depois queimá-lo.
Toda esta história está retratada em 12 painéis de azulejos, em estilo de banda desenhada, no Padrão do Senhor Roubado. Os painéis de azulejos por estarem muito mal tratados, em Novembro de 2018, foram substituídos por réplicas do original.
Hoje, este Padrão é um lugar de culto onde muitos crentes vão ao encontro da fé.